# 赫利奇齊
49°50′2″N 24°51′20″E / 49.83389°N 24.85556°E
赫利奇齊（烏克蘭語：Хильчиці），是烏克蘭西部的村莊，隸屬利維夫州的佐洛奇夫區。該村面積0.62平方公里，海拔高度246米，2001年人口246，人口密度每平方公里394.23人。